# Solo Solo
Solo Solo è il secondo disco del gruppo giapponese Puffy AmiYumi. È stato il primo album diviso in due dischi: entrambi composti da 7 tracce, il primo è cantato da Ami Ōnuki mentre il secondo da Yumi Yoshimura. L'album è stato pubblicato nel 1997.

## Tracce

### Disco 1
1. "Boys and Girls (女の子男の子 Onnanoko Otokonoko)" - (Tamio Okuda & Andy Sturmer)
2. "Love Depth" - (Onuki & Velvet Crush)
3. "Honey" - (Onuki & Sturmer)
4. "That's Sweet Smile" - (Onuki & Stephen Duffy)
5. "Be Someone Tonight" - (Velvet Crush)
6. "SNACKS" - (Onuki & Frank Simes)
7. "I'm Home (ただいま Tadaima)" - (Yoshiharu Abe & Paul Bevoir)

### Disco 2
1. "Natural Beauty (天然の美 Tennen no Beauty)"
2. "Perfect Couple (強気なふたり Tsuyoki na Futari)"
3. "Fireworks (Hanabi 花火)"
4. "V.A.C.A.T.I.O.N" - (Yasuharu Konishi)
5. "Hold Out As Long As You Can (それなりに Sorenarini)" - (Momoko Suzuki)
6. "Aura of Love (愛のオーラ Ai no Aura)" - (Yohichi Kuramochi)
7. "My Wish (わたしの望み Watashi no Nozomi)" - (Shoko Suzuki)

### Singoli
- "Honey" (Onuki Ami)
- "V-A-C-A-T-I-O-N" (Yoshimura Yumi)